# 足助美岐子
足助 美岐子（あすけ みきこ、1988年10月20日 - ）は日本の元子役・タレント、土木技術者。

## 経歴
4歳頃から中学3年頃まで劇団日本児童に所属し、舞台やドラマなどに出演。劇団を辞めて以降は目立った活動がないが、高校3年の2006年6月20日までは自身の公式サイトで近況を公開していた。
その後、中央大学理工学部に入学し同学部土木工学科卒業、中央大学大学院理工学研究科修士課程土木工学専攻修了。2013年4月、清水建設入社。2014年8月当時、東関東自動車道と東京外環自動車道が交差する高谷JCT（ジャンクション）のインフラ整備に携わっていた。

## 出演作品

### 舞台
- サウンド・オブ・ミュージック（1995年）- グレーテル 役
- レ・ミゼラブル（1997年）- リトル・コゼット 役／リトル・エポニーヌ 役
- 美少女戦士セーラームーン（1998年）- ちびちび 役
- なよたけ（2000年）- みのり 役
- ザ・リンク（2000年）- エンジェル（少女時代） 役
- ココ・スマイル2（2001年）- イチコ 役
- いろはに金平糖（2001年）- 笹海さわ（少女時代） 役
- ココ・スマイル3（2002年）- リツコ 役

### テレビドラマ
- 火曜サスペンス劇場『24時間半』（1997年）- ひとみ 役
- はぐれ刑事純情派スペシャル（1997年）- 島崎梢（少女時代） 役
- 火曜サスペンス劇場『九門法律相談所10 大切な人』（1999年）- 本間望 役

### 映画
- フェノミナン（1996年）- グローリー・ペンナミン 役（洋画吹き替え）
- 夏時間の大人たち（1997年）- 直美 役